# Ceratocapsus geminatus
Ceratocapsus geminatus är en insektsart som beskrevs av Knight 1930. Ceratocapsus geminatus ingår i släktet Ceratocapsus och familjen ängsskinnbaggar. Inga underarter finns listade i Catalogue of Life.